# Etničke grupe Monaka
Etničke grupe Monaka: 33.000 stanovnika (UN Country Population; 2008), 14 naroda.
- Arapi, 200
- Britanci, 300
- Flamanci, 500
- Francuzi, 15.000
- Grci, 200
- Monegaski, 5,600
- Nijemci, 600
- Portugalci, 500
- Provansalci, 5.500
- Rusi, 300
- Španjolci, 300
- Talijani, 300
- Valonci, 500
- Židovi, francuski, 500

ostali: neizjašnjeni pojedinci, 3.000